# Drive-In Massacre
Drive-In Massacre – amerykański horror filmowy z 1976 roku w reżyserii Stu Segalla.

## Zarys fabuły
W kalifornijskim kinie samochodowym grasuje morderca, który dekapituje swoje ofiary przy użyciu wielkiego miecza.